# Caignac
Caignac (em occitano:  Canhac) é uma comuna francesa na região administrativa da Occitânia, no departamento do Alto Garona. Estende-se por uma área de 9.36 km², com 390 habitantes, segundo o censo de 2018, com uma densidade de 42 hab/km².